# Hochlichtspitze
Hochlichtspitze är en bergstopp i Österrike.   Den ligger i distriktet Bludenz och förbundslandet Vorarlberg, i den västra delen av landet, 500 km väster om huvudstaden Wien. Toppen på Hochlichtspitze är 2 600 meter över havet, eller 118 meter över den omgivande terrängen. Bredden vid basen är 0,50 km.
Terrängen runt Hochlichtspitze är bergig västerut, men österut är den kuperad. Närmaste större samhälle är Bludenz, 18,3 km väster om Hochlichtspitze. 
Trakten runt Hochlichtspitze består i huvudsak av gräsmarker. Runt Hochlichtspitze är det ganska glesbefolkat, med 47 invånare per kvadratkilometer.